# 和田村 (長野県東筑摩郡)
和田村（わだむら）は長野県に存在した村（1875年10月25日-）。1954年8月1日に昭和の大合併で松本市に編入された。

## 地理
村の形は三角形だった（東方向にむかってとがっていた）。南西から東北へゆるやかな傾斜がある。

## 歴史
- 1874年（明治7年）10月25日 - 筑摩県筑摩郡境村・下和田村・和田町村・蘇我村・衣外村・殿村・和田中村・南和田村が合併して和田村となる。
- 1876年（明治9年）8月21日 - 長野県の所属となる。
- 1879年（明治12年）1月4日 - 郡区町村編制法の施行により、東筑摩郡の所属となる。
- 1889年（明治22年）4月1日 - 町村制の施行により、和田村が単独で自治体を形成。
- 1954年（昭和29年）8月1日 - 松本市に編入。同日和田村廃止。

## 行政
- 廃止時の村長：上条安雄（1947年5月5日就任）

## 教育
- 和田村立和田小学校
- 組合立高綱中学校(現市立高綱中学校)

## 交通

### 道路
- 主要地方道：長野県道48号松本環状高家線
- 県道：長野県道新田松本線（山形街道）

## 出身有名人
- 窪田空穂